# С-2 «Синтал»
С-2 «Синтал» — лёгкий многоцелевой одномоторный самолёт.

## Модификации
- С-2 — базовая модель
- С-2СХ — сельскохозяйственный для проведения авиационно-химических работ
- С-2УТ — учебно-тренировочный

## Лётно-технические характеристики
Источник данных: ОСКБЭС МАИ

Технические характеристики
- Экипаж: 1+1
- Длина: 6,6 м
- Размах крыла: 9 м
- Высота: 1,87 м (без винта)
- Площадь крыла: 12,33 м2
- Профиль крыла: NACA 4412
- Максимальная взлётная масса: 510 кг
- Объём топливного бака: 40 л
- Силовая установка: 1 × ДВС Rotax-912 ULS
- Мощность двигателей: 1 × 100 л.с.
- Воздушный винт: трёхлопастный
- Диаметр винта: 1,75 м

Лётные характеристики
- Максимально допустимая скорость: 180 км/ч
- Максимальная скорость: 158 км/ч
- Крейсерская скорость: 100 км/ч
- Скорость сваливания: 55 км/ч
- Максимальная продолжительность полёта: 3,6 ч
- Практический потолок: 3000 м
- Скороподъёмность: 6,0 м/сек (у земли)
- Длина разбега: 50 м
- Длина пробега: 40 м

## Потери
| Дата       | Регистрационный номер | Место аварии                         | Жертвы | Краткое описание |
| ---------- | --------------------- | ------------------------------------ | ------ | --- |
| 19.08.2012 | Россия                | Залесное, Пензенская область         | 1/2    | Падение во время нелегального прогулочного полёта. Пилот погиб, пассажир с ранениями доставлен в больницу |
| 29.11.2012 | RA-0377G (поддельный) | около Ставрополя                     | 0/2    | Авария при заходе на посадку. Машина полностью разрушена, пилот и пассажир доставлены в больницу |
| 26.03.2014 | RA-1224G              | под Калининградом поселок Тельманово | 2/2    | Потерпевший крушение в Тельманово самолет «С-2 Синтал» разбился, выполняя задание. Погибший экипаж самолета пилот Игорь Коваленко и оператор Александра Зеленко проводили работы по вакцинации диких животных от бешенства по программе ЕС. |
| 11.09.2014 | RA-0152A              | под Пензой село Титово               | 1/1    | При проведении обработки сельхозугодий совершил жёсткую посадку, пилот погиб на месте. |

## Галерея

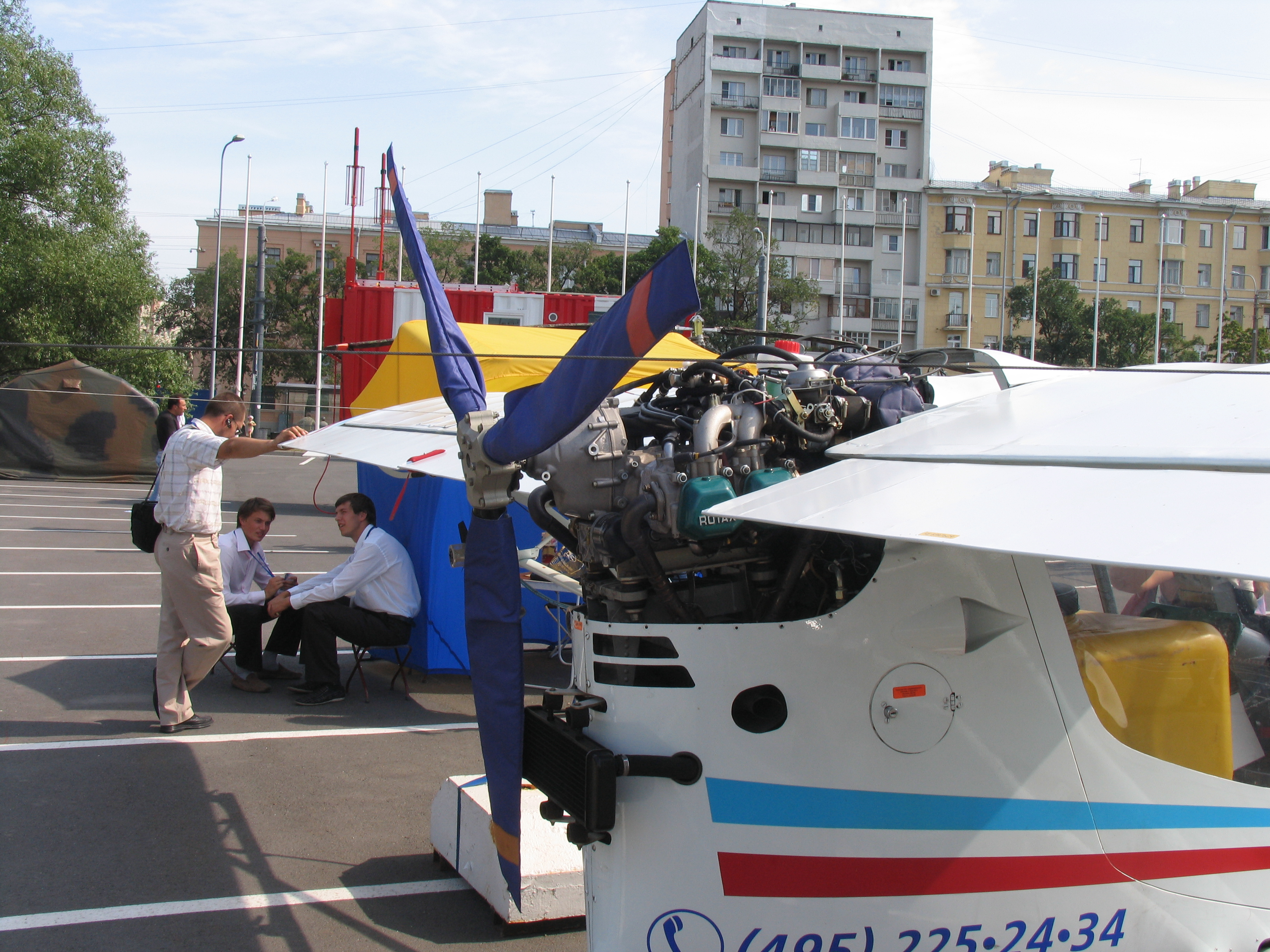
Двигатель
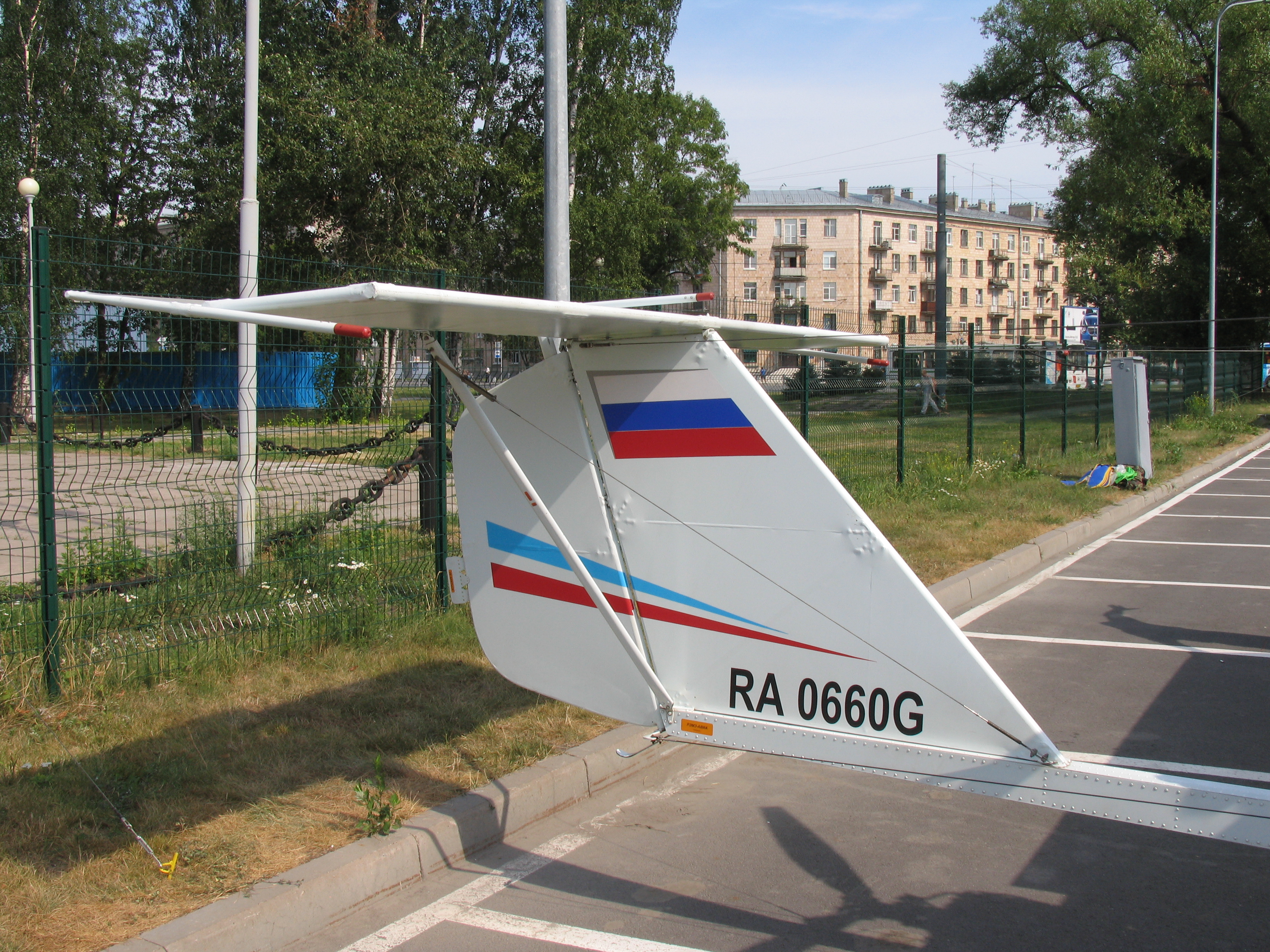
Хвостовая часть
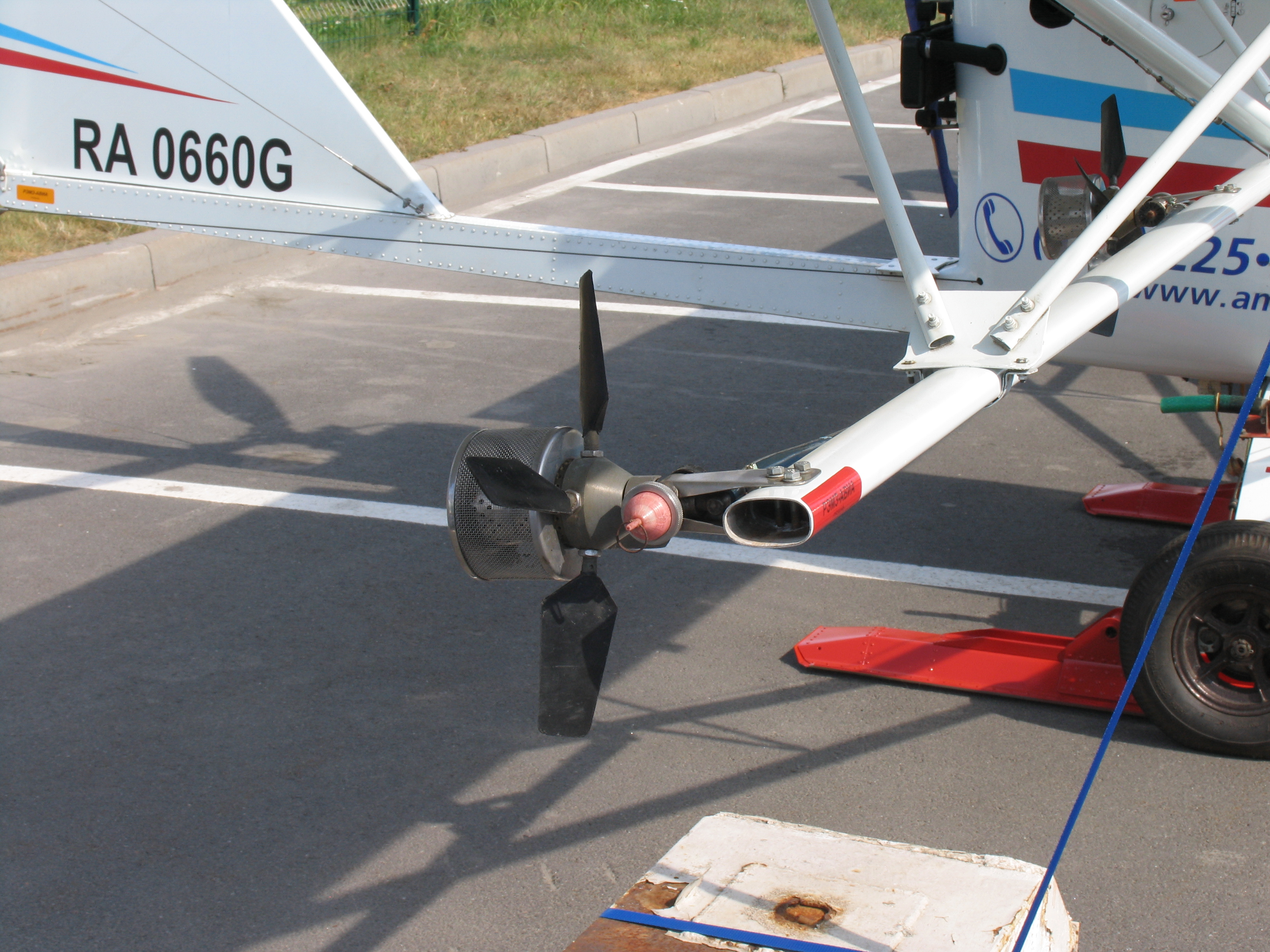
Оборудование для авиа-химических работ